# Bracław
Bracław (ukr. Брацлав, jid. בראָסלעוו, broslew) – osiedle typu miejskiego na Ukrainie, w obwodzie winnickim, w rejonie niemirowskim, na prawym brzegu rzeki Boh. Liczy ok. 5400 mieszkańców. Ośrodek przemysłu lniarskiego, spożywczego i materiałów budowlanych.
Pierwsze wzmianki o miejscowości jako o grodzie w Rusi Kijowskiej pochodzą z XII wieku. Od XIV wieku Bracław znajdował się w granicach Wielkiego Księstwa Litewskiego, a po unii lubelskiej w 1569 roku wszedł w skład Korony Królestwa Polskiego, stając się stolicą utworzonego województwa bracławskiego. Był także miastem królewskim. Należał do starostwa bracławskiego w pierwszej połowie XVII wieku. Miejsce obrad sejmików województwa bracławskiego do 1598 roku.
W latach 1672–1699 Bracław wraz z Podolem znalazł się pod panowaniem tureckim. Od 1793 roku miasto należało do Rosji, jako siedziba powiatu bracławskiego. W latach 1922–1991 wchodziło w skład Ukraińskiej SRR.

## Historia

### W Wielkim Księstwie Litewskim
Pierwszy raz wzmiankowany w 1362 jako gród założony (wraz z Sokolcem i Winnicą) przez wielkiego księcia litewskiego Giedymina przy ujściu rzeki Puczywki do Bohu. Pierwszy zamek miał tu zbudować książę Konstanty Koriatowicz. Na początku XV wieku wielki książę litewski Witold odebrał Bracław Koriatowiczom i wyznaczył tu swego starostę.

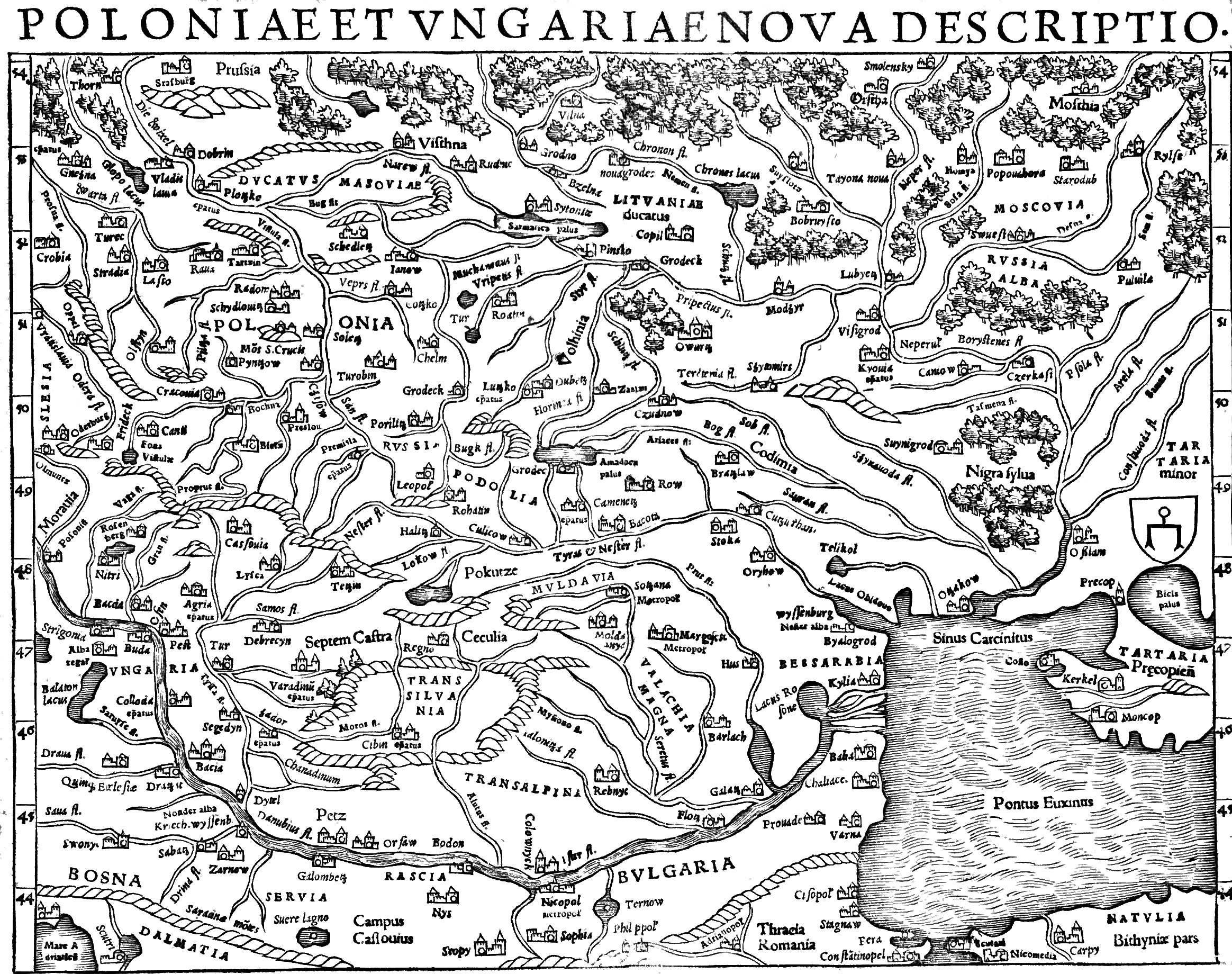
Mapa Poloniae et Ungariae z 1554 z zaznaczonym Bracławiem

Starostą bracławskim i winnickim był hetman wielki litewski Konstanty Ostrogski (1491–1517), wsławiony zwycięstwami nad Tatarami i Moskwą w bitwie pod Orszą (1514). Nie udało mu się jednak ochronić miasta i zamku przed zniszczeniem przez czambuł tatarski (1497). Bracław nazwano miastem św. Piotra Apostoła, którego wyobrażenie miało znajdować się na pierwszym herbie miasta. W 1541 roku mieszczanie bracławscy zbuntowali się przeciw rządom królewskiego starosty S. Prońskiego.
Na polecenie Aleksandra Jagiellończyka niewielki, ale dobrze ufortyfikowany zamek odbudowano, a przed 1545 rokiem dodatkowo wzmocniono. Pomimo to został zniszczony przez kolejny najazd chana tatarskiego, zwanego „carem perekopskim” – Dewlet-Gireja (1551). Winą za to obarczano starostę Bogdana Słupcę. Z miasta pozostały jedynie ruiny, a na ludnym dotąd przedmieściu ocalało zaledwie 200 osób.
Wkrótce Bracław otrzymał lokację na prawie magdeburskim (1564) i został stolicą nowo utworzonego województwa bracławskiego (1566), obejmującego wschodnią część Podola nad Dniestrem i Bohem, czyli Podole ukrainne z najżyźniejszymi w Rzeczypospolitej glebami.

### W Koronie Królestwa Polskiego
Już jako miasto Bracław został zgodnie z postanowieniami unii lubelskiej przyłączony do Korony Królestwa Polskiego (1569). Przez ponad 200 lat był stolicą województwa bracławskiego. Miasto należało cały czas do polskich królów i było rządzone przez starostów. Stał się wówczas siedzibą sądów szlacheckich: ziemskiego i grodzkiego, które z uwagi na ciągłe zagrożenie najazdami tatarskimi przeniesiono do Winnicy (w 1598 r. sąd ziemski, a w 1654 r. sąd grodzki).
Specjalna komisja sejmowa wytyczyła (1570) granice nowego województwa – na zachodzie była nią rzeki Murachwa i Dniestr, od północy tzw. Czarny Szlak tatarski, biegnący wododziałem, pomiędzy Teterwią, Hniłopiatem i Rastawicą z jednej, a Śniwodą, Deśnicą i dopływami górnej Rosi z drugiej strony. Województwo bracławskie dzieliło się na dwa powiaty: winnicki i bracławski nieprecyzyjnie rozdzielone w (1546) szlakiem kuczmańskim. Południową część województwa bracławskiego, ponad Dniestrem i stepami tatarskimi nazywano Pobereżem (we władaniu dwóch rodzin magnackich: Potockich i Koniecpolskich), słynęła z uprawy kukurydzy, kawonów i melonów, brzoskwini, moreli i szparagów. Pierwszym wojewodą bracławskim został książę Roman Sanguszko, a kasztelanem Andrij Kapusta.

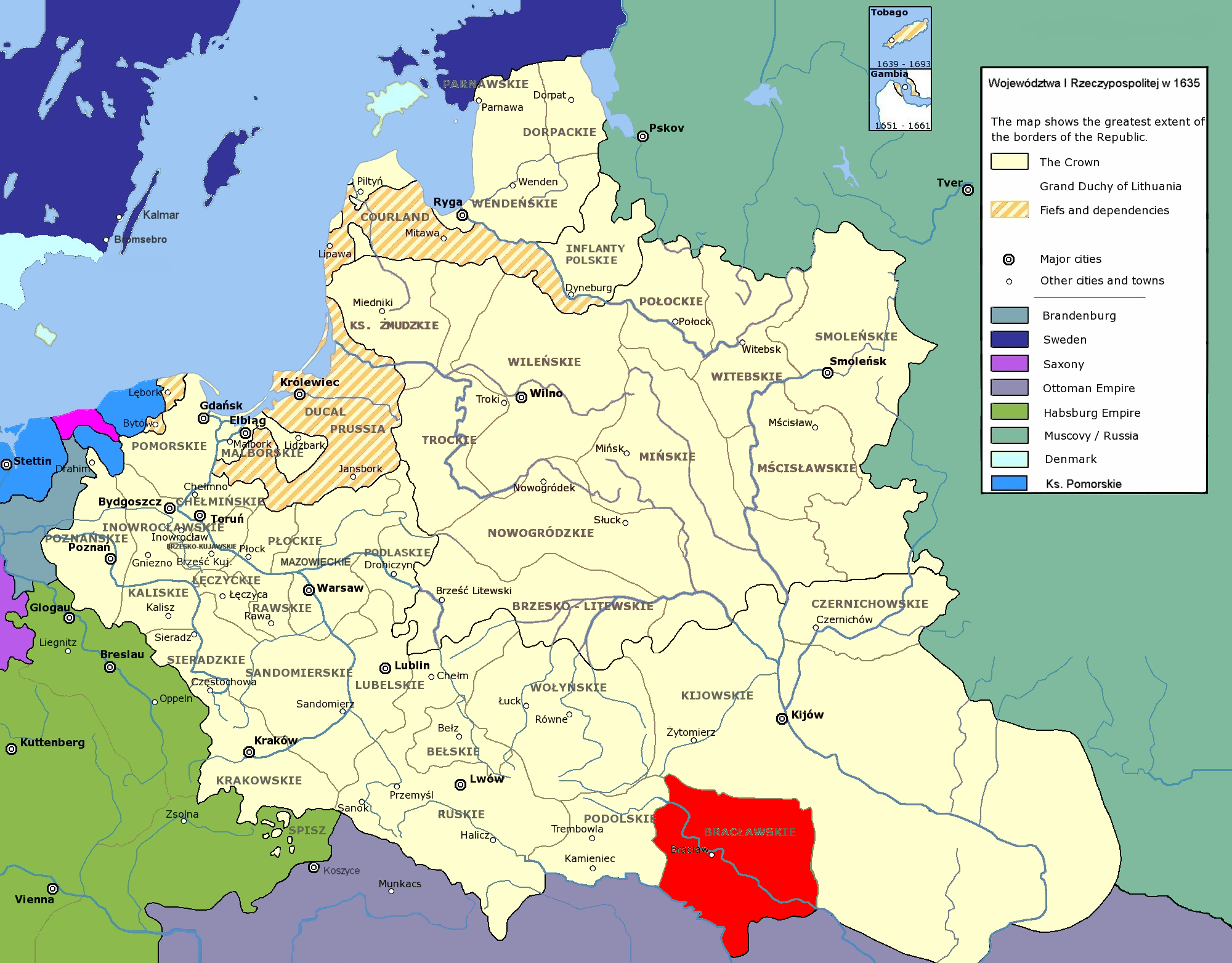
Rzeczpospolita Obojga Narodów w 1635 r.; województwo bracławskie

Uchwała Sejmu Rzeczypospolitej w 1589 nadała Bracławowi herb – krzyż w czerwonym polu, z błękitną tarczą pośrodku, na której znajduje się półksiężyc. Po przeniesieniu przez Sejm Rzeczypospolitej 1598 siedziby sądów ziemskich i grodzkich oraz sejmików z Bracławia do Winnicy, stała się ona faktyczną stolicę województwa. Nominalnie pozostawał nią jednak Bracław.
Nieopodal bracławskiego zamku bronionego przez miejscowego wójta, Romana Tyszkiewicza 5 października 1594 roku Kozacy pod wodzą Semena Nalewajki wymordowali tabor uciekinierów złożony z okolicznej szlachty. Rozpoczęły się blisko dwuletnie walki ze zbuntowanymi Kozakami.

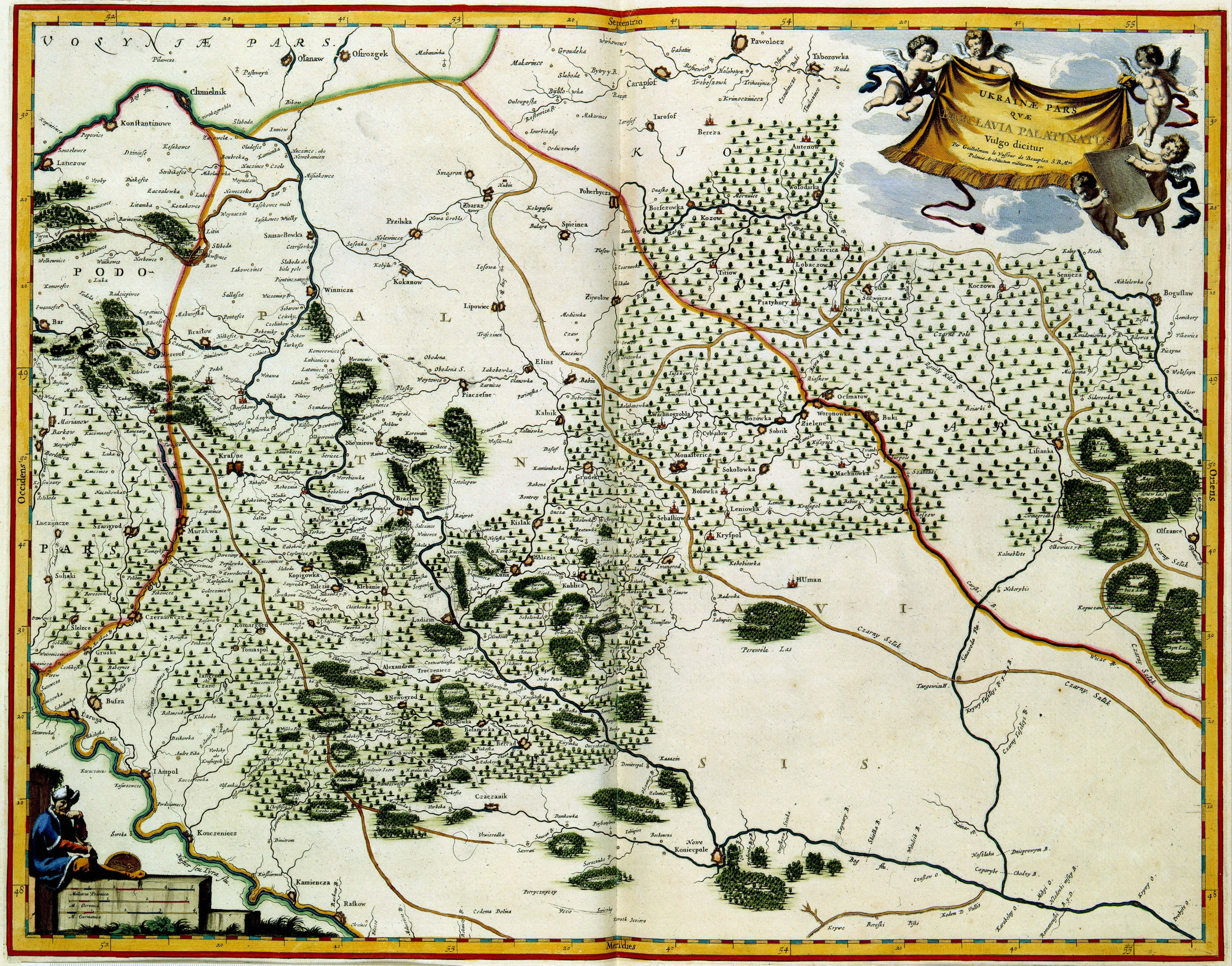
Mapa województwa bracławskiego z 1648 r. z zaznaczonym Bracławiem

Częste napady Tatarów i bliskość niespokojnej Siczy Zaporoskiej sprawiły, że faktyczną stolicą województwa bracławskiego została Winnica (1598), nie zmieniono jednak nazwy województwa.
Podczas powstania Chmielnickiego Bracław opanował, mordując Polaków i Żydów (czerwiec 1648) oddział kozacki Iwana Hanży wspierany przez korpus Maksyma Krzywonosa. Miasto stało się wówczas siedzibą pułku bracławskiego (jednym z jego dowódców był późniejszy hetman kozacki Piotr Doroszenko) liczącego 2,5 tysiąca kozaków. Jego 22 sotnie kwaterowały w okolicznych miejscowościach, m.in. Rajgrodzie, Tulczynie, Jampolu, Szarogrodzie. 15-tysięczna armia polska nie zdołała zdobyć miasta (1653, 1654) bronionego przez Iwana Bohuna. W Bracławiu dwukrotnie przebywał Bohdan Chmielnicki (1650, 1655). Miastem władali wówczas m.in. Iwan Wyhowski, Jerzy Chmielnicki, Paweł Tetera, Petro Doroszenko, Danylo (Daniel) Nieczaj.
Podczas rokoszu Lubomirskiego pod Bracławiem (1665) wierny Rzeczypospolitej hetman kozacki Paweł Tetera, nie doczekawszy się polskich posiłków został rozbity i zrzekł się urzędu hetmana. Swoją buławę ofiarował później jako votum w klasztorze jasnogórskim w Częstochowie.

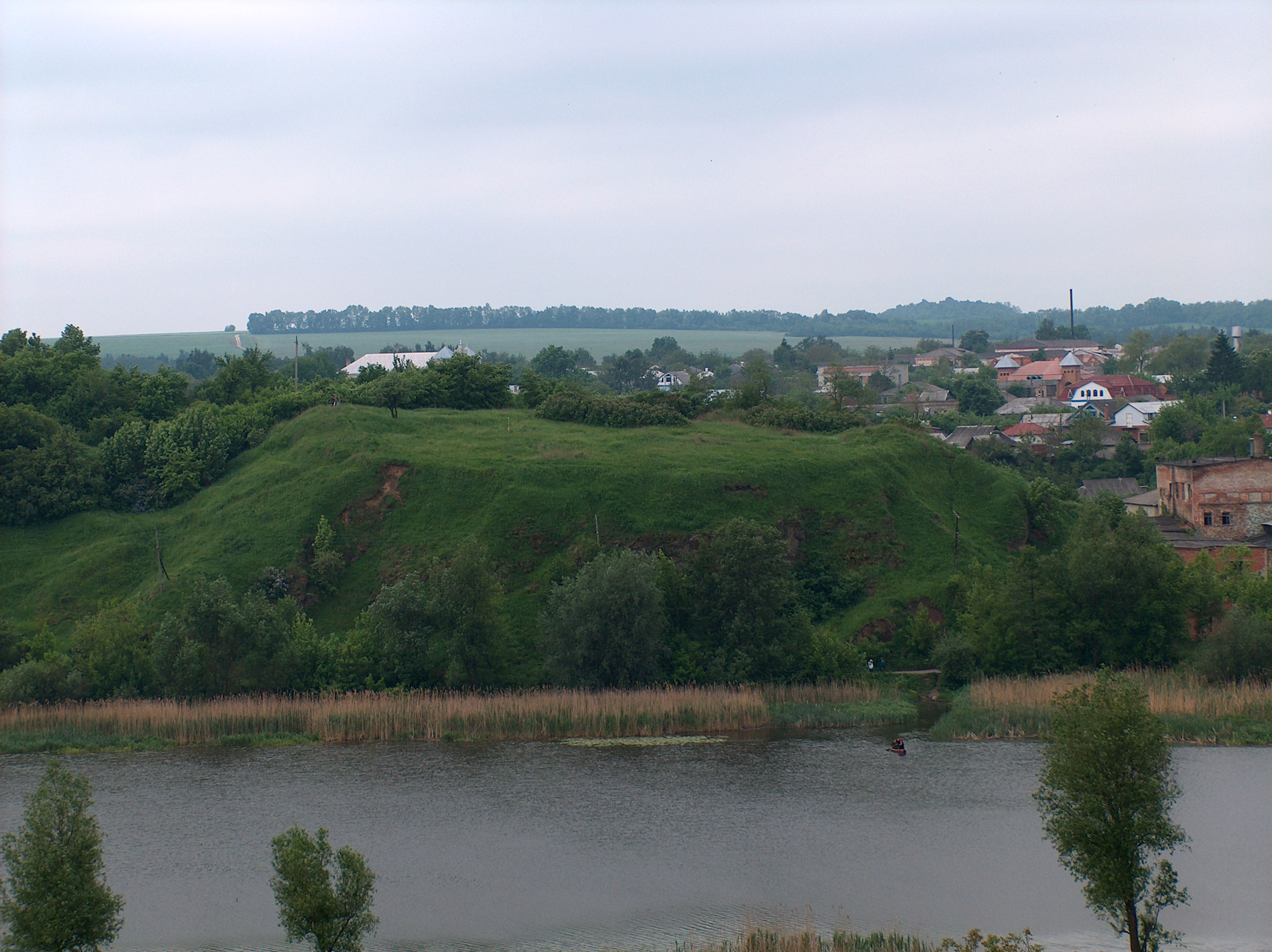
Wzgórze zamkowe współcześnie

Rzeczpospolita odzyskała Bracław dopiero na podstawie rozejmu andruszowskiego (1667).
Podczas walk z Kozakami Piotra Doroszenki, który wypowiedział posłuszeństwo Rzeczypospolitej i związał się z Turcją, 26 sierpnia 1671 roku hetman wielki koronny Jan Sobieski rozbił pod Bracławiem wojska kozacko-tatarskie.
Po upadku twierdzy w Kamieńcu Podolskim (1672) Rzeczpospolita została zmuszona do zawarcia traktatu w Buczaczu, oddającego Turcji całe województwo bracławskie. Ziemie te powróciły do Polski po pokoju karłowickim (1699). Po odzyskaniu tych ziem przywrócono nadawanie urzędów ziemskich województwa bracławskiego, podczaszym bracławskim w roku 1725 został Kazimierz Kieszkowski herbu Krzywda.
Po kolejnych zniszczeniach podczas wojny północnej starosta bracławski Kalikst Poniński (1735–1785) sprowadził do miasteczka, coraz później liczniejszą, kolonię żydowską. W 1773 r. znaczną część miasta spalił pożar.
Sejm Czteroletni utworzył formalnie (1791) w województwie bracławskim czwarty powiat nadbohski jednak z powodu wojny z Rosją i rozbiorów decyzji nie wprowadzono w życie.

### Wzaborze rosyjskim

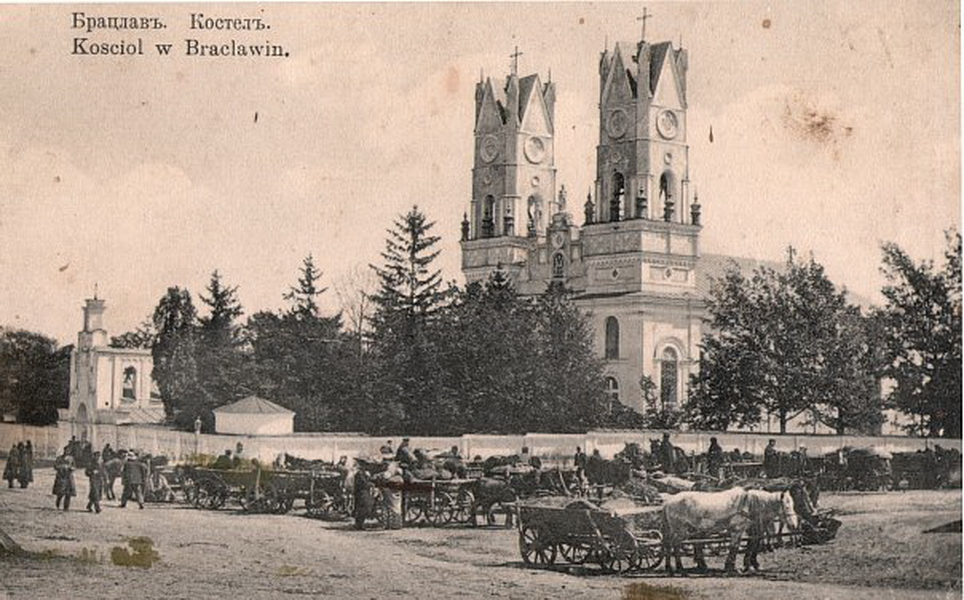
Kościół w Bracławiu za czasów zaborów

Bracław zagarnęła Rosja w II rozbiorze Polski (1793). Z województwa bracławskiego utworzono gubernię bracławską (wozneseńską), wkrótce zlikwidowaną. Bracław stopniowo podupadał. Po dawnej świetności pozostawały jedynie ruiny dawnego zamku (do dziś nie zachowane). Zainteresował się nimi car Mikołaj I Romanow, który polecił sporządzić plany jego odbudowy (1832), nigdy jednak nie zrealizowane.
W XIX wieku miasto stało się ważnym ośrodkiem chasydyzmu. Pochodził stąd rabin Nachman, zwany Nachmanem z Bracławia (zm. 16 października 1810 w Humaniu), chasydzki rabin, prawnuk Baal Szem Towa. Po przeniesieniu się do Humania (1866) kolejnego rabina, Nachmana Chazana z Tulczyna, to Humań stał się nowym centrum chasydyzmu na Ukrainie.
W końcu XIX w. w liczącym 7 tys. Bracławiu żyło po 40% Ukraińców i Żydów i zaledwie 7% katolików (głównie Polaków).
Bracław do końca XIX w. nie posiadał żadnego zakładu przemysłowego.

### Okres międzywojenny i II wojna światowa
Pomiędzy majem 1919 a marcem 1921, na fali antyżydowskich pogromów w mieście kilkanaście razy dochodziło do przemocy. Pomimo istnienia żydowskich oddziałów samoobrony, z rąk oddziałów ukraińskich i białogwardzistów zginęło od powyżej 200 do 270 Żydów, a 1200 osób straciło dach nad głową. Na skutek braku osobistego bezpieczeństwa i rozległej dewastacji mienia, doszło do ucieczki wielu żydowskich mieszkańców Bracławia. Liczebność tej ludności spadła z ponad 6 tys. ludzi do około tysiąca w 1939 roku.
22 lipca 1941 Bracław zajęły wojska niemieckie i rumuńskie. Niemcy do utworzonego tu getta przywozili Żydów deportowanych z Rumunii. 23 listopada 1942 roku wszyscy, łącznie ze starcami i dziećmi zostali rozstrzelani przez Niemców w pobliskim lesie. Łącznie zabito około 1,5 tys. osób. W marcu 1944 roku Bracław zajęły wojska sowieckie.

## Zabytki
- Kościół pw. Matki Boskiej Szkaplerznej z lat 1865–1884
- Młyn wodny z 1888 r.
- Zabudowania dawnego browaru z XIX w.
- Dawna apteka z XIX w.
- Cerkiew św. Mikołaja z 1890 r.
- Ratusz z pocz. XX w.
- Gmach gimnazjum z 1913 r.

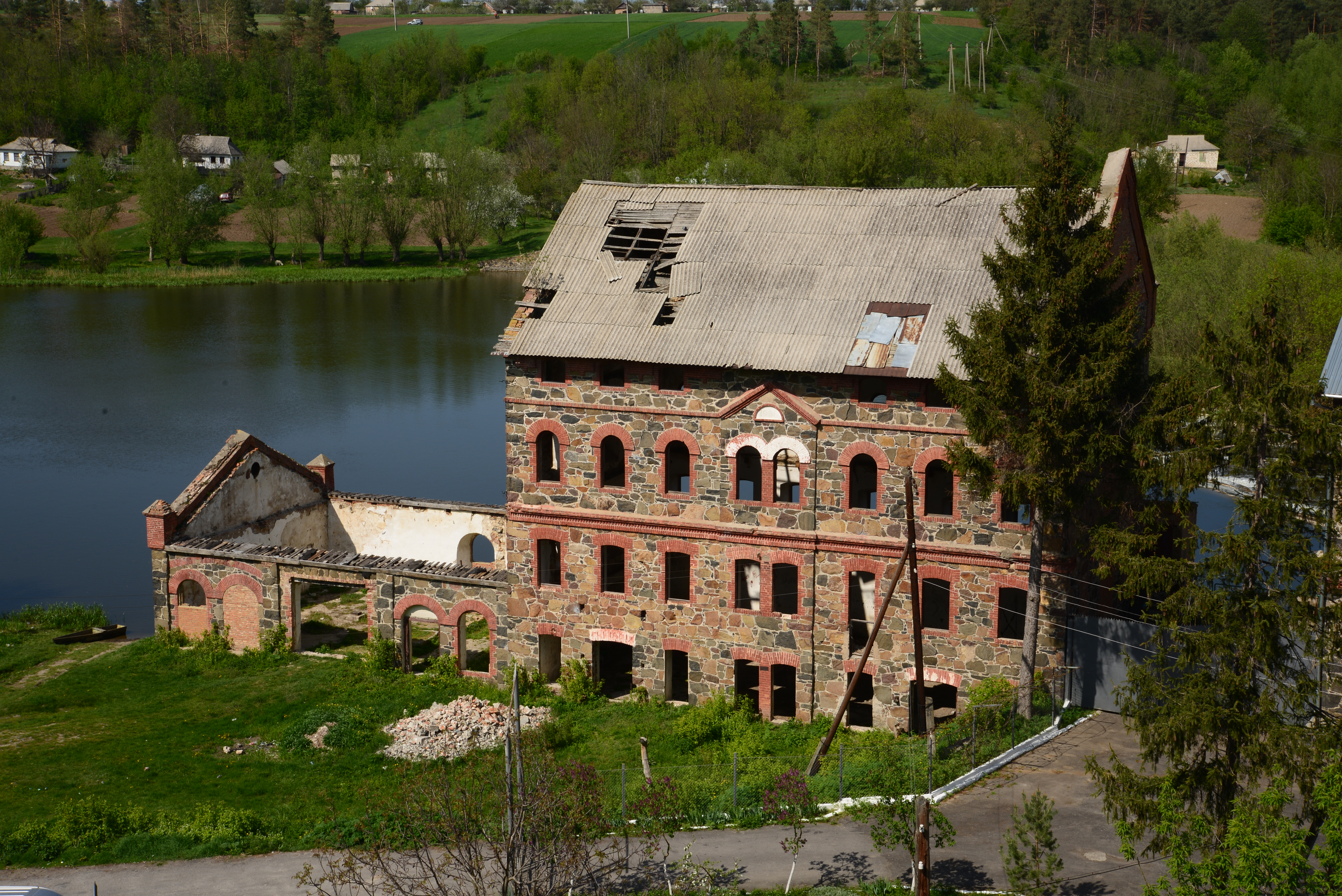
Młyn wodny
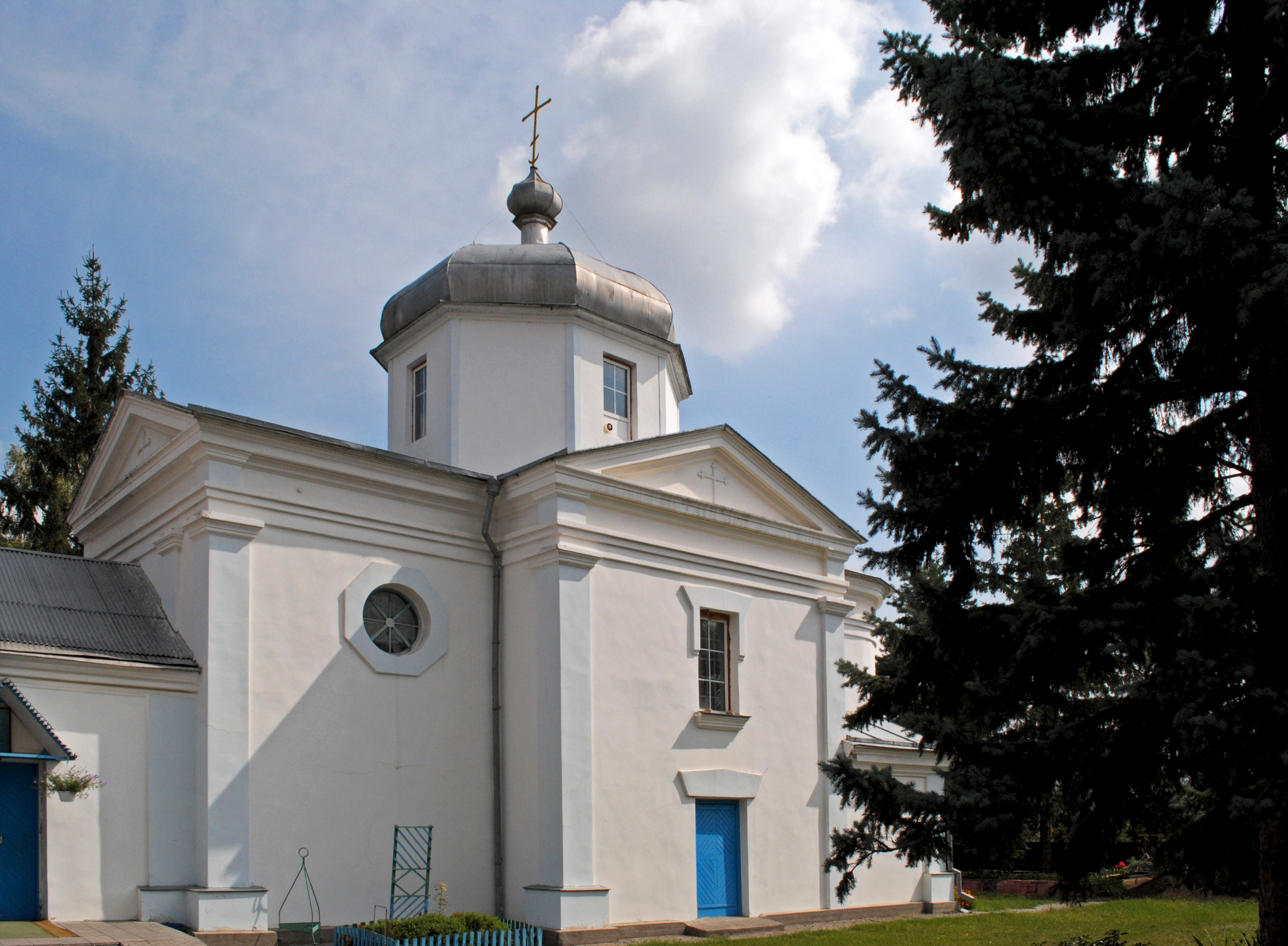
Cerkiew św. Mikołaja
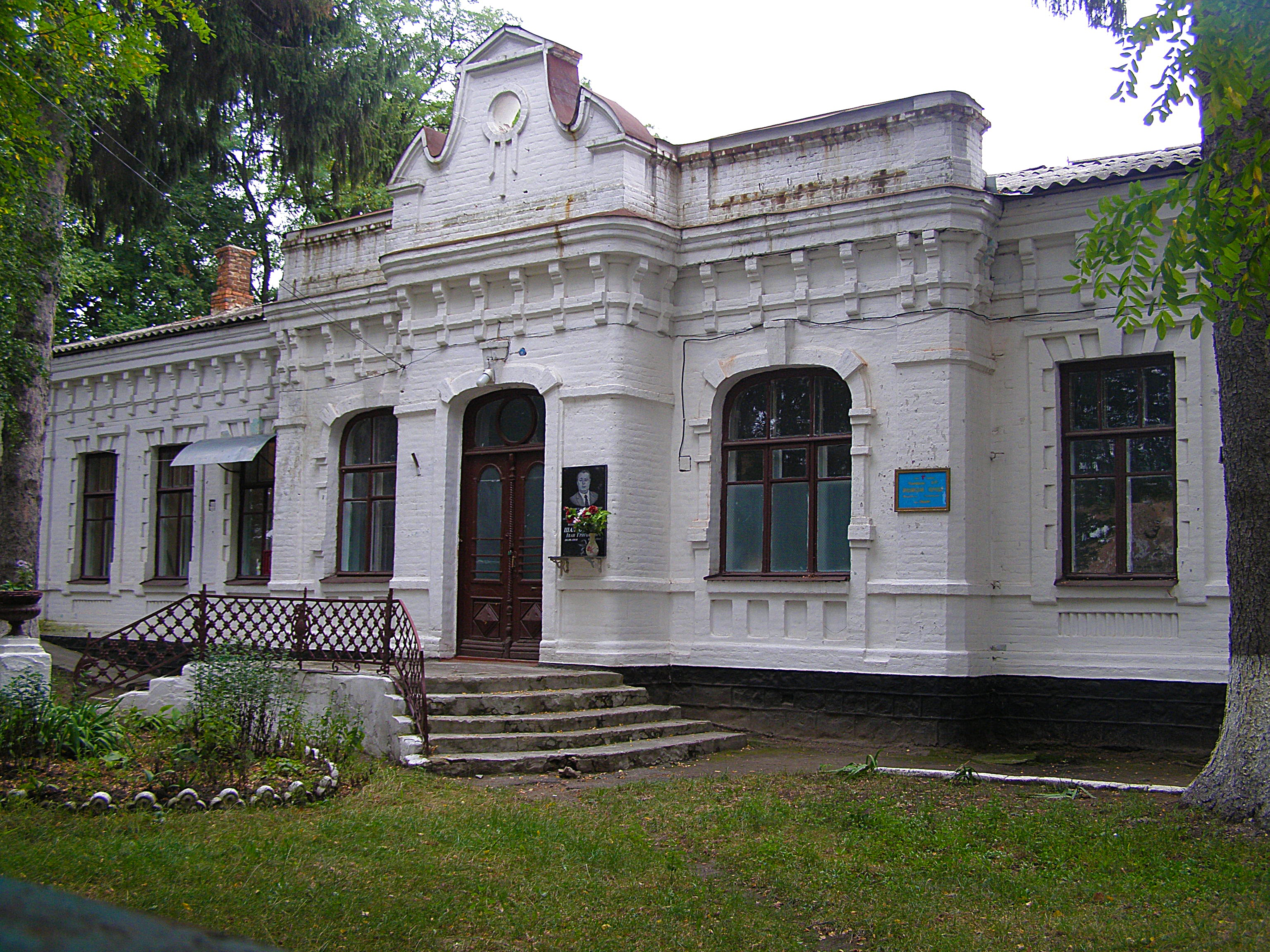
Dawna apteka
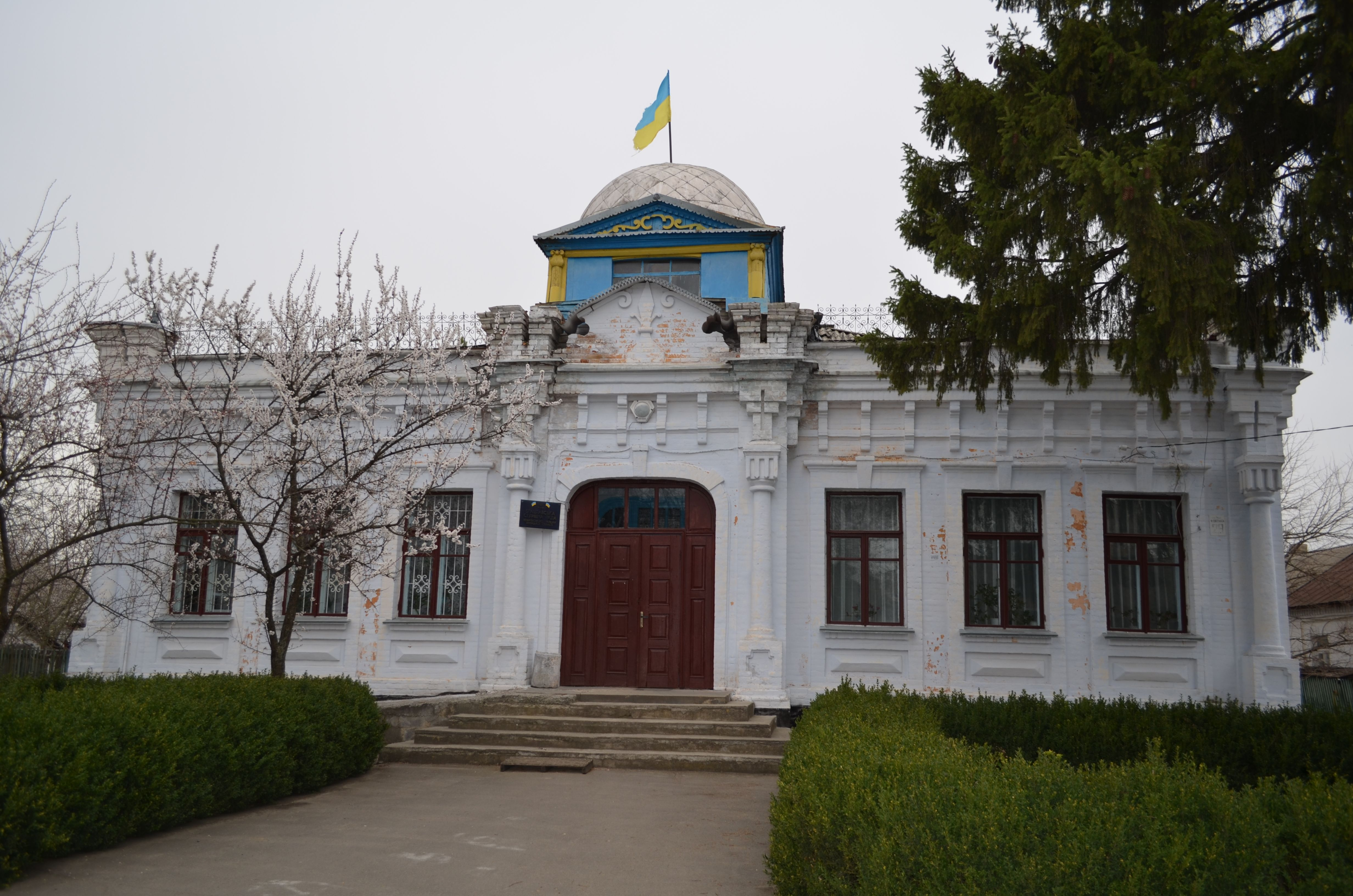
Ratusz
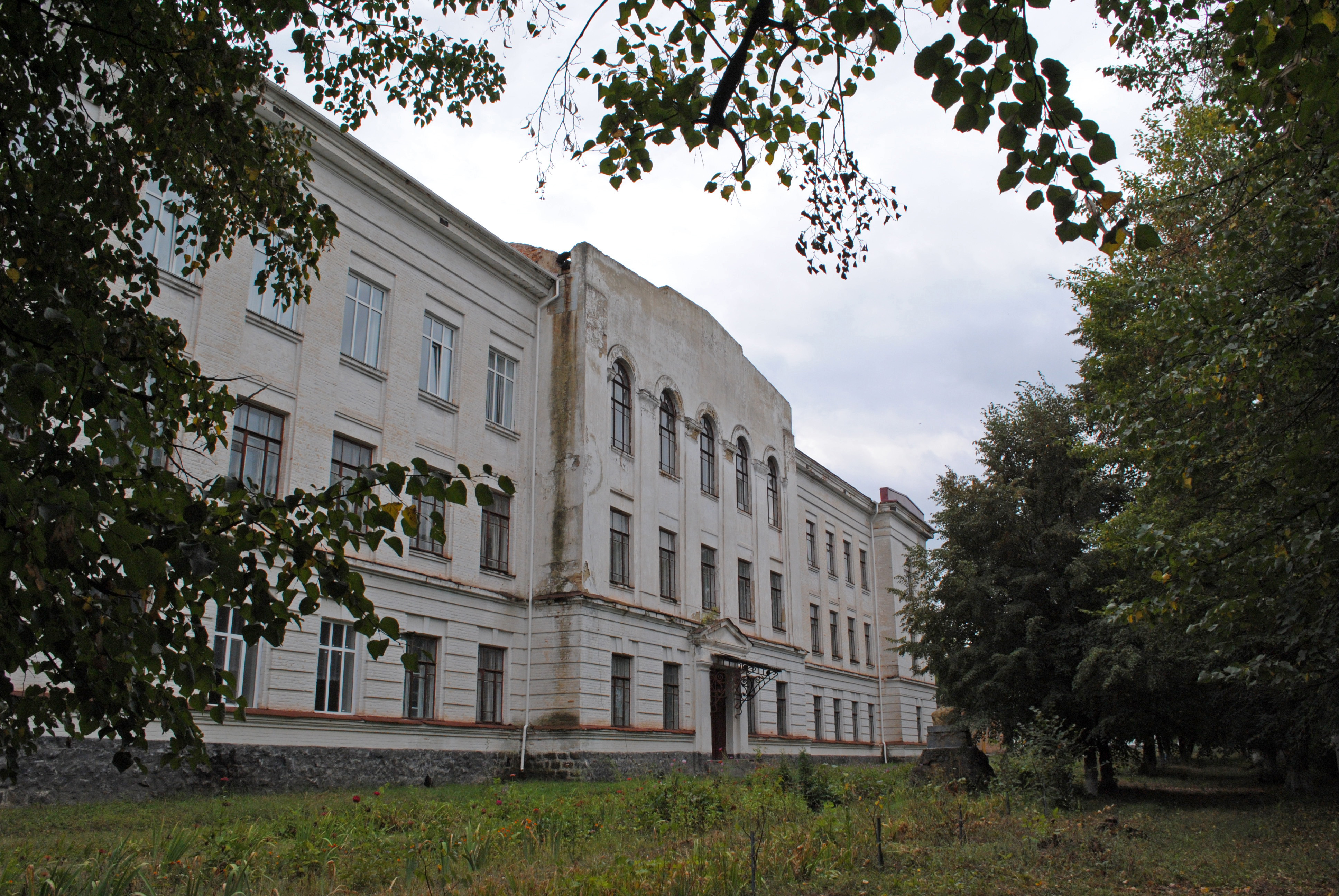
Gmach gimnazjum
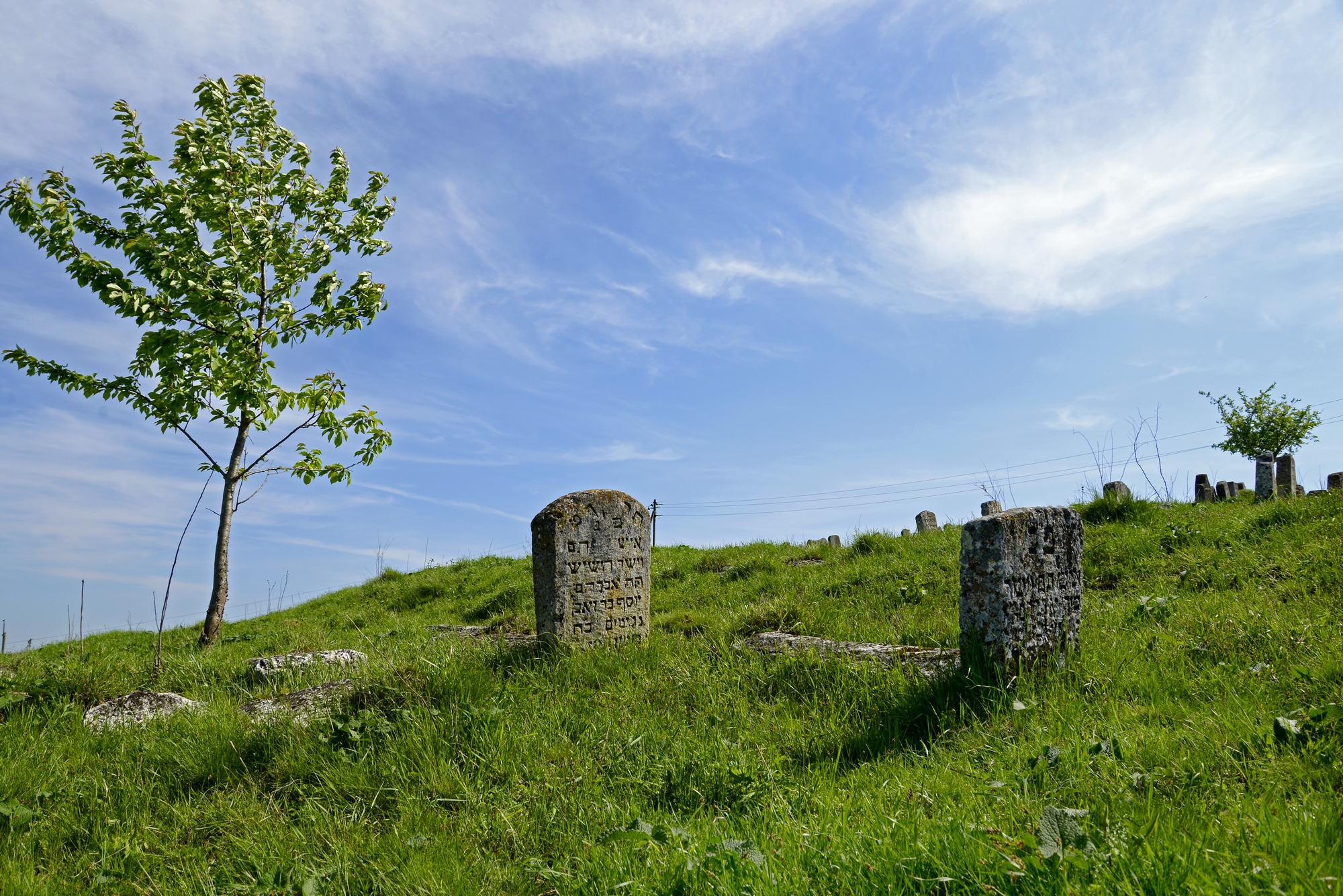
Сmentarz żydowski nad rzeką Boh

## Urodzeni w Bracławiu
- Iwan Bohun – pułkownik kozacki
- Anna Dobrzańska – polska rzeźbiarka i malarka
- Wiktor Gawroński – generał dywizji Wojska Polskiego
- Jan Kajetan Jabłonowski – pułkownik wojsk koronnych, wojewoda bracławski
- Bronisław Lubański – inżynier, generał brygady Ludowego Wojska Polskiego, podpułkownik Armii Czerwonej
- Jan Kazimierz Pac – chorąży nadworny litewski
- Piotr Michał Pac – starosta generalny żmudzki